# Dwight St. Hillaire
Dwight St. Hillaire (* 5. Dezember 1997 in Belle Garden) ist ein trinidadischer Leichtathlet, der hauptsächlich im 400-Meter-Lauf an den Start geht.

## Leben
Dwight St. Hillaire stammt aus Belle Garden. Er besuchte die Bishop’s High School in Scarborough, der Hauptstadt der Insel Tobago. Dort startete er als Leichtathlet für die Kaizen Panthers. Seit 2017 studiert er an der University of Kentucky in den USA.

## Sportliche Laufbahn
St. Hillaire nahm 2013 erstmals in einem Sprintwettkampf gegen die nationale Konkurrenz teil, verpasste bei den U20-Meisterschaften Trinidads allerdings den Einzug in das Finale des 200-Meter-Laufes. 2014 trat er bei den gleichen Meisterschaften über 400 Meter Hürden an und konnte dabei die Silbermedaille gewinnen. Zudem qualifizierte er sich für die U18-Meisterschaften Zentralamerikas in Morelia. Dort zog er in das Finale ein, das er allerdings mit einer Zeit von 57,64 als Letzter beendete. 2016 trat er als Teil der 4-mal-400-Meter-Staffel bei den U20-Weltmeisterschaften im polnischen Bydgoszcz an. Dem Quartett gelang es, in das Finale einzuziehen, in dem man als Sechstplatzierte das Ziel erreichte. 2017 steigerte er seine 400-Meter-Bestzeit um mehr als zwei Sekunden auf 46,30 s. Im Mai 2018 lief er in Tampa 44,55 s, die seitdem als seine persönliche Bestzeit zu Buche stehen. 2019 gewann er die Silbermedaille im 400-Meter-Lauf bei den nationalen Meisterschaften seines Heimatlandes, bevor er im August an den Panamerikanischen Spielen teilnahm. Über 400 Meter verpasste er knapp den Einzug in das Finale. Ein paar Tage später bestritt er dann mit der Staffel das Finale und gewann, zusammen mit seinen Teamkollegen, die Bronzemedaille.
St. Hillaire qualifizierte sich im 400-Meter-Lauf für die Olympischen Sommerspiele in Tokio. Als Dritter seines Vorlaufes zog er in das Halbfinale von Tokio ein. Darin brachte er es auf eine Zeit von 45,58 s und verpasste damit als Siebter seines Laufes den Einzug in das Finale. Wenige Tage später ging er im Vorlauf der 4-mal-400-Meter-Staffel an den Start und zog mit seinen Staffelkollegen in das Finale, das man anschließend auf dem achten Platz beendete. 2022 nahm er mit der Staffel an seinen ersten Weltmeisterschaften im Erwachsenenbereich teil und landete mit ihr im Finale der 4-mal-400-Meter auf dem fünften Platz.

## Wichtige Wettbewerbe
| Jahr                            | Veranstaltung                     | Ort                             | Platz                           | Disziplin                       | Weite / Zeit                    |
| Startet für Trinidad und Tobago | Startet für Trinidad und Tobago   | Startet für Trinidad und Tobago | Startet für Trinidad und Tobago | Startet für Trinidad und Tobago | Startet für Trinidad und Tobago |
| ------------------------------- | --------------------------------- | ------------------------------- | ------------------------------- | ------------------------------- | ------------------------------- |
| 2014                            | U18-Zentralamerikameisterschaften | Morelia                         | 8.                              | 400 m Hürden                    | 57,64 s                         |
| 2016                            | U20-Weltmeisterschaften           | Bydgoszcz                       | 6.                              | 4 × 400 m                       | 3:08,28 min                     |
| 2019                            | Panamerikanische Spiele           | Lima                            | 9.                              | 400 m                           | 46,04 s                         |
| 2019                            | Panamerikanische Spiele           | Lima                            | 3.                              | 4 × 400 m                       | 3:02,25 min                     |
| 2021                            | Olympische Sommerspiele           | Tokio                           | 19.                             | 400 m                           | 45,58 s                         |
| 2021                            | Olympische Sommerspiele           | Tokio                           | 8.                              | 4 × 400 m                       | 3:00,85 min                     |
| 2022                            | Weltmeisterschaften               | Eugene                          | 5.                              | 4 × 400 m                       | 3:00,03 min                     |

## Persönliche Bestleistungen
Freiluft
- 100 m: 10,33 s, 13. April 2018, Knoxville
- 200 m: 20,25 s, 27. März 2021, Columbia
- 400 m: 44,55 s, 25. Mai 2018, Tampa

Halle
- 60 m: 6,76 s, 6. Dezember 2019, Lexington
- 200 m: 20,73 s, 20. Januar 2018, Clemson
- 400 m: 45,64 s, 12. Februar 2021, Clemson